# Straw feminism
O straw feminism é um argumento do tipo falácia do espantalho pelo qual elementos exagerados ou fabricados do feminismo são usados na tentativa de refutar e/ou inviabilizar os argumentos feministas. Uma straw feminist, então, é um personagem fabricado usado por aqueles que argumentam contra o feminismo para desvalorizar e inviabilizar os argumentos feministas. O straw feminism muitas vezes incorpora simplificações excessivas, deturpações e estereótipos do feminismo para facilmente desmoralizar o feminismo como um todo. 